# Gongwang
Król Gong z dynastii Zhou (chiń. 周共王, Zhōu Gōng Wáng) – szósty władca dynastii Zhou. Rządził w latach 922–900 p.n.e. Jego następcą został jego syn, Yiwang. 